# Laserstrahlverdampfen
Laserstrahlverdampfen, auch Laserverdampfen oder Laserdeposition genannt, (englisch pulsed laser deposition, PLD) ist ein Verfahren der physikalischen Gasphasenabscheidung (PVD-Verfahren) und eng verwandt mit dem thermischen Verdampfen. Man versteht  darunter die Abscheidung von Schichten durch Laserablation. Hierzu werden sowohl der abzuscheidende Schichtwerkstoff (Target) als auch die Unterlage, auf der die Schicht abgeschieden werden soll (Substrat) in einem Vakuumbehälter (Rezipient) platziert.

## Verfahren
Das Material des Targets wird in einer Vakuumkammer mit gepulster Laserstrahlung hoher Intensität beleuchtet (≈ 10 MW/cm2) und dadurch verdampft. Der Verdampfungsprozess des Targetmaterials erfolgt dabei über die Absorption der Energie des Laserstrahls durch das zu verdampfende Material. Ab einer bestimmten (ausreichenden) Energiemenge bildet sich am Target ein Plasma, wobei sich Atome aus dem Target lösen. Unter Verwendung großer Prozessgasdrücke (> 1 mbar) ist in der Gasphase die Kondensation des Materialdampfes zu Clustern (Atomgruppen) möglich. Dieser Materialdampf bewegt sich durch die Vakuumkammer weg vom Target hin zum Substrat und kondensiert dort zu einer dünnen Schicht. Für die Herstellung von kristallinen Schichten wird das Substrat zusätzlich beheizt, um Diffusionsprozesse und somit die Umordnung der Atome zu ermöglichen. Auf diese Weise können auch andere Teilchen in den Kristall eingebaut werden, entweder um komplexere Materialien herzustellen oder eine Dotierung zu erzeugen.
Besonders gute Ergebnisse erreicht man mit UV-Lasern (z. B. XeCl- oder KrF-Excimerlaser), da deren Strahlung eine hohe Photonenenergie besitzt, welche von einer Vielzahl von Materialien absorbiert wird, da sie oberhalb der Plasmafrequenz liegt. Weitere gepulste Laser für PLD sind transversal angeregte CO2-Laser, gütegeschaltete Nd:YAG-Laser und zunehmend auch gepulste Femtosekundenlaser. Die Pulslänge liegt typischerweise im Bereich von 10–50 ns bei einer Wiederholungsfrequenz von einigen Hertz.

## Vor- und Nachteile
Vorteile:
- Ein Vorteil des Verfahrens gegenüber anderen Abscheidungsverfahren liegt darin, dass man über die Anzahl der Laserpulse genau die Menge festlegen kann, die auf dem Substrat abgeschieden werden kann. Damit immer gleich viel Material vom Target abgetragen wird, wird das Target nach jedem Laserpuls ein kleines Stück verrückt, sonst schlägt der Laser immer in derselben Stelle ein.
- Ein weiterer Vorteil ist, dass man auch komplizierte (stöchiometrische) Zusammensetzungen von Elementen exakt übertragen kann, bei anderen Verfahren wird oft die Zusammensetzung der Elemente beim Übertragen verändert, so dass man auf dem Substrat nicht genau dieselben chemischen Verbindungen hat wie am Target.
- Einfache Herstellung von vielschichtigen Lagen (engl. multilayers)
- Gleichzeitige Herstellung von qualitativ hochwertigen Schichten verschiedener Materialklassen wie Keramiken, Metallen, Halbleitern und einiger Polymere

Nachteile:
- langsamere Abscheidung als bei anderen PVD-Verfahren wie zum Beispiel Elektronenstrahlverdampfen
- Tröpfchenbildung auf Substrat möglich
- Cluster sind oft unerwünscht
- keine großen Flächen möglich im Gegensatz zum Sputtern
- vergleichsweise teuer

## Anwendungsgebiete
Das PLD-Verfahren wird in der Materialwissenschaft eingesetzt, um neuartige Werkstoffe mit vielen Komponenten, in besonderen metastabilen Strukturen wie beispielsweise amorphen diamantähnlichen Kohlenstoff (engl. diamond-like carbon, DLC), Keramiken (beispielsweise den Hochtemperatursupraleiter Yttrium-Barium-Kupferoxid kurz YBaCuO) oder spezielle ferromagnetische Funktionsschichten (AMR-, GMR- oder GMI-Schichten) herzustellen.